# Capela de São Sebastião do Barro Branco

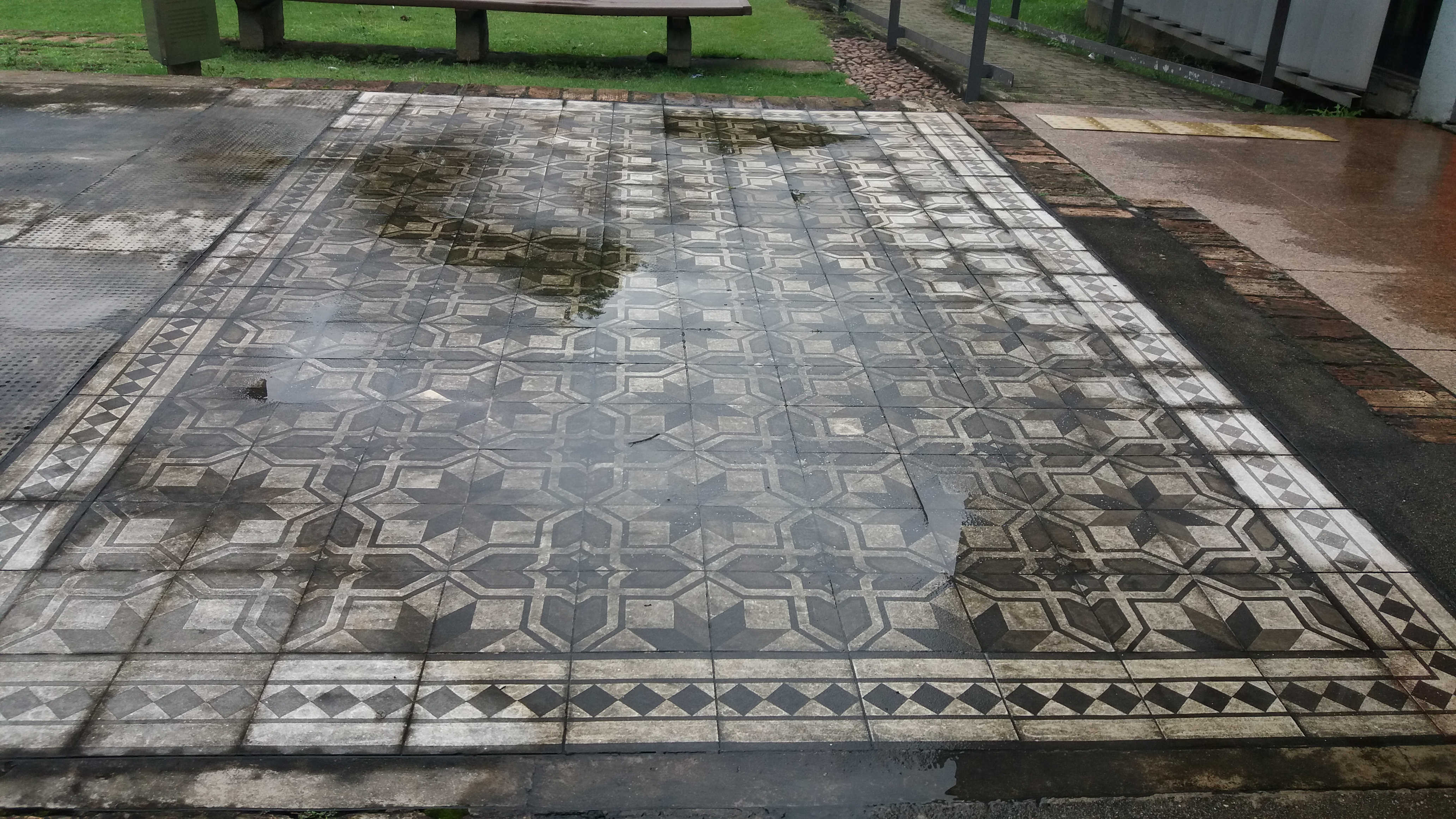
Ruínas da Capela de São Sebastião do Barro Branco.

A Capela de São Sebastião do Barro Branco foi um templo religioso construído no final do século XIX, localizado na esquina entre as avenidas Nova Cantareira e Água Fria no bairro do Jardim França, São Paulo, SP. Acredita-se que tenha sido implantada no mesmo local onde um dia foi o Pouso de Água Fria, local onde tropeiros repousavam. No início do século XX, ficou conhecida como "capela dos militares" por ficar próxima à Invernada da Força Pública de São Paulo e ser a capela pessoal do comandante da tropa, Coronel Joviniano Brandão, figura importante no combate à Coluna Prestes, na década de 1920, e que se opôs à Revolução de 1930 e ao governo de Getúlio Vargas, tendo liderado um levante em 28 de abril de 1931, que resultou na sua reforma da Força Pública.
Em posse do filho do coronel, Major Washington Luís Brandão, após a morte do pai em 1944, a capela se tornou local de devoção muito frequentado pelos crentes da Zona Norte de São Paulo. Acidentes com velas de promessas dentro da igrejinha, porém, resultaram em dois incêndios que destruíram o altar principal. Este teve que ser substituído por uma réplica. Em meados da década de 1950, por desentendimentos familiares, a capela foi definitivamente fechada e entrou em estado de abandono completo. Já na década de 1970, o teto da construção cedeu e caiu. A partir de então, com o risco de as paredes também desabarem, o proprietário e o arquiteto Édison Ivanov, juntamente com outras entidades, como a AMAR (Associação dos Moradores e Amigos da Reserva da Biosfera do Cinturão Verde da Cidade de São Paulo), presidida pelo historiador Malcolm Forest, começaram uma movimentação pelo tombamento da capela como patrimônio histórico de São Paulo. O processo começou no Conselho de Defesa do Patrimônio Histórico, Arqueológico, Artístico e Turístico de São Paulo, o CONDEPHAAT, e, depois de arquivado, foi aberto um novo no Conselho Municipal de Preservação do Patrimônio Histórico, Cultural e Ambiental da Cidade de São Paulo, o CONPRESP. A capela foi parcialmente demolida em 15 de julho de 2001 e totalmente em 17 de agosto do mesmo ano. Seis dias depois, o CONPRESP abriu o processo de tombamento do local, que foi encerrado em 2003. As ruínas das fundações, a escadaria e o piso da nave principal e do altar-mor estão tombados pelo Conselho.

## História

### Do pouso "Água Fria" à construção da capela
O surgimento da Capela de São Sebastião do Barro Branco remete ao começo do crescimento de São Paulo, principalmente no que se refere à sua localização. Durante o período colonial, a vila não tinha tanta projeção econômica e servia mais como um entreposto comercial. Os produtos tinham como destino centros com função exportadora, como era o caso do Rio de Janeiro, e eram levados por tropas de burros, que era o único meio existente para se atravessar a serra pelas estradas precárias da época. Como São Paulo se encontrava entre o ponto de partida e o ponto de chegada das mercadorias, a vila se tornou um ponto de repouso para os tropeiros. Com a decadência da era do ouro em Minas Gerais, já no final do século XVIII, São Paulo deixou de ser apenas um ponto de descanso e passou a desenvolver outras atividades econômicas, como a plantação de açúcar. Essas fazendas, porém, acabavam se instalando nos arredores da cidade, que nessa época já tinha gerado investimentos públicos na urbanização por concentrar toda a burocracia provincial. Com o aumento cada vez maior da população da cidade, que chegou a subir 43% entre os anos de 1836 e 1872, o centro urbano passou a se expandir para Leste e Sul. Enquanto isso, a Zona Norte continuou com características rurais e fazia parte de um tipo de "cinturão" de chácaras residenciais e de pousos e alojamentos de tropeiros. Um dos principais pousos que existiam na direção Norte da cidade e que ficava no caminho para a cidade de Bragança Paulista era o de "Água Fria", onde se acredita ter sido construída a Capela de São Sebastião do Barro Branco mais tarde.
O caminho de Água Fria teve grande importância no século XIX por ser a ligação entre Santana e o caminho para Juquery, que levaria então ao sul de Minas Gerais. A urbanização da região só foi se consolidar no Ciclo do Café, que teve justamente grande protagonismo de São Paulo. No início do ciclo do café, as antigas rotas de tropeiros se tornaram essenciais, justamente por serem locais de passagem e possuírem pontos de repouso para os transportadores. Algum tempo depois, porém, com o advento do transporte ferroviário, a urbanização desses aglomerados não se fez mais tão necessária, afinal os trilhos eram colocados preferencialmente em terrenos mais planos, encontrados próximos às várzeas e terraços fluviais de rios próximos, enquanto as rotas antigas estavam localizadas em terrenos sinuosos. Esse fenômeno aconteceu na rota de Juquery, o que fez com que os bairros de Água Fria e Tremembé ficassem à margem do núcleo econômico e, portanto, em um cenário de abandono. É nessa época que se tem os primeiros registros de uma capela construída no local, em data anterior 1895. A hipótese mais aceita é de que a capela original foi erguida nos últimos 25 anos do século XIX, entre a época de decadência da rota de Água Fria e a data de desmembramento da paróquia de Santana, no ano de 1895, para atrair um maior afluxo à região através da religião, já que era um dos poucos pontos onde os católicos poderiam praticar suas crenças. Nessa época, a capela de São Sebastião era agregada à Capela de Santa Cruz do Alto de Santana, matriz provisória da paróquia de Santana.

### A capela "dos militares" e aColuna Prestes
O pequeno templo religioso estava localizado ainda no antigo pouso de Água Fria, que era agora uma propriedade privada. Antes de 1910, o terreno era de posse de Juvêncio Antônio Augusto, antigo morador da região. Depois dessa data, a propriedade foi comprada e passou para o nome do coronel do Exército Joviniano Brandão, que era comandante do 1º Batalhão da Força Pública. Por isso, a capela passou a ser também de propriedade do coronel. O templo passou a ser conhecido como capela "dos Militares", já que ficava em frente à Invernada da Força Pública, que no futuro viria a se tornar a Academia da Polícia Militar do Barro Branco.
A Capela de São Sebastião continuou a ser o principal ponto de práticas religiosas da região até a criação da paróquia do Menino Jesus de Tucuruvi, em 1926. Acredita-se que o templo tenha sido um ponto de encontro para parte da população local, principalmente a população pobre e negra. Ao longo dos anos de formação da paróquia, a capela e seus objetos religiosos foram alvo de disputa. Em 1921, alguns frequentadores da capela solicitavam que as imagens e objetos sagrados do templo fossem transferidas para a Capela do Tucuruvi, que tinha sido criada recentemente. O pedido foi feito oficialmente ao Vigário Geral D. Emílio Teixeira, que expediu uma provisão autorizando a transferência. O antigo zelador da capela de São Sebastião, Juvenal Felippe Amador, se recusou a entregar as chaves do templo para a realização do traslado. Na época, o zelador foi acusado de não permitir a transferência pois fazia "usufruto das esmolas e leilões e profanações da religião com sambas e libações alcoólicas". O caso acabou em conciliação entre as duas partes.
Nessa época, estava em alta o movimento tenentista, em que tenentes (oficiais de baixa e média patente do Exército) passaram a se rebelar contra a política vigente, a alternância de poder entre as oligarquias de Minas Gerais e São Paulo, na que ficou conhecida como "Política do Café-com-Leite". Em 1924, a Coluna Prestes era o mais forte e influente movimento tenentista. Nesse ano, o Cel. Joviniano Brandão e sua tropa atuou em uma expedição de perseguição e combate à Coluna, agindo em favor dos interesses oligárquicos da época. A tropa do Cel. Brandão, porém, estava sofrendo com doenças, o que acabou dizimando parte da equipe. De acordo com o filho do coronel, Major Washington Luis Brandão, Joviniano teria prometido ao próprio São Sebastião que faria uma reforma na capela em sua chácara e a manteria em devoção ao santo caso seus homens fossem poupados. Ao fim da expedição, as tropas conseguiram derrotar os tenentistas na cidade de Uruguaiana. Por esse motivo, foi erguida na cidade uma estátua em homenagem ao Cel. Joviniano, que foi nomeado comandante da Força Pública estadual em 1928, no lugar do Cel. Pedro Dias de Campos. Depois de retornar a São Paulo, o coronel realizou a reforma prometida na capela em 1926.

### O "Movimento Abrilista" de 1931 e o futuro da capela
Joviniano Brandão continuaria a defender os interesses do poder vigente durante a Revolução de 1930, liderada por Getúlio Vargas, que visava derrubar o então presidente da República Washington Luís, representante da oligarquia paulista. O lado vitorioso, porém, foi o movimento golpista. Com isso, Vargas passou a homenagear oficiais que participaram da Coluna Prestes com a promoção deles para cargos de comando militar, como foi o caso de Miguel Costa, que foi nomeado para a Secretaria de Segurança Pública. Com a derrota, a tropa do Coronel Brandão acabou emitindo um comunicado à população paulista em outubro do mesmo ano, afirmando que obedeceriam a vontade do povo de depor o presidente Washington Luís. Foi por volta dessa época que foi construída uma casa ao lado da Capela de São Sebastião, onde moraria a filha do coronel, Cleobe Brandão, a partir de 1944.
Nos meses seguintes ao golpe de 1930, porém, as tropas e os quartéis paulistas passaram a se dividir entre apoiadores do novo governo e contrários a ele. Isso porque Getúlio não assumiu vários compromissos que fez durante o movimento golpista. Com isso, os membros da Força Pública de São Paulo se dividiram entre os Miguelistas, favoráveis ao governo e representado por Miguel Costa, e os legalistas, contrários a Costa e Getúlio. Com isso, começou a ser articulado um levante dentro da Força Pública com o objetivo de depor o interventor de São Paulo, tenente João Alberto Lins, e Miguel Costa do poder. Os mentores da insurgência acreditavam que, com a prisão dos dois nomes que comandavam a polícia no estado, Vargas atenderia às suas reivindicações. O Cel. Joviniano passa a ser o principal líder do movimento e, através de conversas com outros chefes militares, consegue o apoio do comandante da 2ª Região Militar, general Izidoro Dias Lopes, cotado para assumir o comando da Força Pública no governo provisório, assim como o apoio da Guarda Civil e dos estudantes. O levante resultou na prisão de vários  oficiais Miguelistas no dia 28 de abril, no que ficou conhecido como "Movimento Abrilista". Em meio à insurgência, porém, Joviniano ordenou às tropas que suspendessem as hostilidades, afirmando que tinha chegado a uma solução pacífica e honrosa ao conflito. Com isso, o coronel anuncia, de forma solene, a transferência do comando da equipe ao próprio Gel. Miguel Costa. Como resultado, os oficiais legalistas envolvidos na ação são presos e alguns foram enviados para o Instituto Correcional de Taubaté, outros foram confinados na "Hospedaria dos Imigrantes" do Brás, que foi convertida em um presídio político, e um terceiro grupo foi expulso. O Cel. Joviniano, por sua vez acabou sendo reformado após esse ocorrido, apesar de haver uma contradição com relação à data da reforma do militar, que foi registrada no dia 27, e não no dia 28, em que ocorreu o levante. O "movimento abrilista" é considerado ainda, por muitos autores, como o princípio do que viria a ser a Revolução Constitucionalista de 1932.
Apesar de Joviniano ter sido mandado de volta para casa livremente por ordens do próprio Gal. Miguel Costa, o coronel foi preso e recolhido à "Hospedaria" do Brás no dia seguinte por ordens do Tenente João Alberto. O agora coronel reformado Joviniano ficou durante algum tempo preso na "Hospedaria" e se mudou  para a Bahia depois de liberto, onde  viveu até sua morte em 29 de agosto de 1944. Com isso, a posse da chácara onde ficava a Capela de São Sebastião do Barro Branco foi para os flihos de seu segundo casamento com Maria Mattos: Major Washington Luís Brandão e Cleobe Brandão.

### Desastres e abandono
Desde que os filhos do coronel assumiram a propriedade do terreno, a capela foi mantida por eles a pedido do pai e passou a ser um local aberto à devoção, onde crentes poderiam entrar para orar e praticar atos religiosos, mas não havia celebração de missas e outros eventos realizados por autoridades religiosas. Por volta de 1947 e 1948, foi colocada uma placa de metal no local, que o definia como um Marco da Cidade de São Paulo e propriedade municipal, além de determinar que a construção não fosse destruída. Apesar disso, nenhuma venda, doação ou desapropriação da área tinha sido registrada que constasse a capela como propriedade da cidade. Nesse período, a capela continuou sendo frequentada por crentes da região, que costumavam acender velas no local para pagar promessas. De acordo com o Major Washington Luís, então dono da propriedade, foi justamente o uso das velas que causou dois grandes incêndios na capela. Na primeira ocasião, o altar do templo foi parcialmente destruído, mas a reconstituição foi possível. O segundo incêndio, porém, resultou na destruição total do altar. Com isso, uma réplica foi feita e colocada no lugar do original.
Alguns anos depois, no fim dos anos 1950, houve alguns desentendimentos na família e a capela foi fechada definitivamente. Na ocasião, o Major Washington Luís recolheu em sua residência os principais objetos sagrados da igreja, sendo eles as imagens de São Sebastião, São Benedito, Santo Antônio, Santa Teresinha e Santa Joana D'Arc, além do sino e a réplica do altar. O fechamento da capela levou ao seu completo abandono. Como consequência disso, por volta de 1970, o teto acabou cedendo e caiu, o que causou a instabilidade das paredes externas. Elas passaram a ser sustentadas por escoras para evitar a sua queda. A partir dessa época, a população local demonstrou maior interesse em preservar o local. Ao final da década de 1970, a capela foi palco da gravação de um programa da Rádio e TV Cultura, em que diretores da SAB Tremembé pediam a preservação. O descaso com a igrejinha, porém, continuou por muito mais tempo. Fotos tiradas do local em setembro de 1998 mostram que as ruínas passaram a ser usadas até para veiculação de propagandas e ser vítimas de vandalismo e pichações.

## Processo de tombamento
Na década de 1980, havia a possibilidade de que parte do terreno da Chácara, onde estava localizada a capela, fosse desapropriada por conta de um projeto de alteração do traçado viário local. Nessa época, o Major Washington Luís demonstrou maior interesse na conservação e no tombamento da igreja. Em 1986, o proprietário do terreno juntamente com o arquiteto Édison Ivanov iniciaram o processo de tombamento da igrejinha junto ao Conselho de Defesa do Patrimônio Histórico, Arqueológico, Artístico e Turístico de São Paulo, o CONDEPHAAT. Nessa época, foi realizada a primeira pesquisa aprofundada sobre a importância histórica e arqueológica do local, que revelou uma relevância no processo de crescimento de São Paulo e relação direta com a história recente da cidade através do antigo proprietário, Cel. Joviniano Brandão. Além disso, o tombamento da capela de São Sebastião ganhou muito mais atenção depois que se constatou uma carência na recuperação e valorização do passado e dos marcos históricos da Zona Norte da cidade de São Paulo.
A ideia inicial era conseguir o tombamento das ruínas de forma a permitir uma reforma do templo. Em 1993, porém, o processo acabou sendo arquivado, uma vez que o proprietário Major Washington Luís não possuía o dinheiro suficiente para custear toda a reforma e o projeto não conseguiu patrocinadores para cobrir o restante dos custos. No ano seguinte, Ivanov chegou a tentar reabrir o processo de tombamento, mas, para isso, o CONDEPHAAT exigia que as obras fossem iniciadas, o que não era possível naquele momento. Depois disso, o Major Brandão concedeu uma autorização ao arquiteto para realizar a obra de restauração da construção, e Ivanov passou a contar com o apoio e engajamento da população local e seus representantes, como a AMAR (Associação dos Moradores e Amigos da Reserva da Biosfera do Cinturão Verde da Cidade de São Paulo), cujo presidente era o historiador Malcolm Forest. A AMAR logo tomou a liderança na mobilização da população local pela preservação da capela, organizando atos, manifestações, procissões, abaixos-assinados, entre outras ações. Até alunos que estudavam em escolas da Zona Norte da cidade se manifestaram pela proteção da igrejinha em um abaixo-assinado feito por iniciativa própria. Os ativistas da AMAR tinha o apoio de várias outras ONGs e até mesmo de Paróquias.

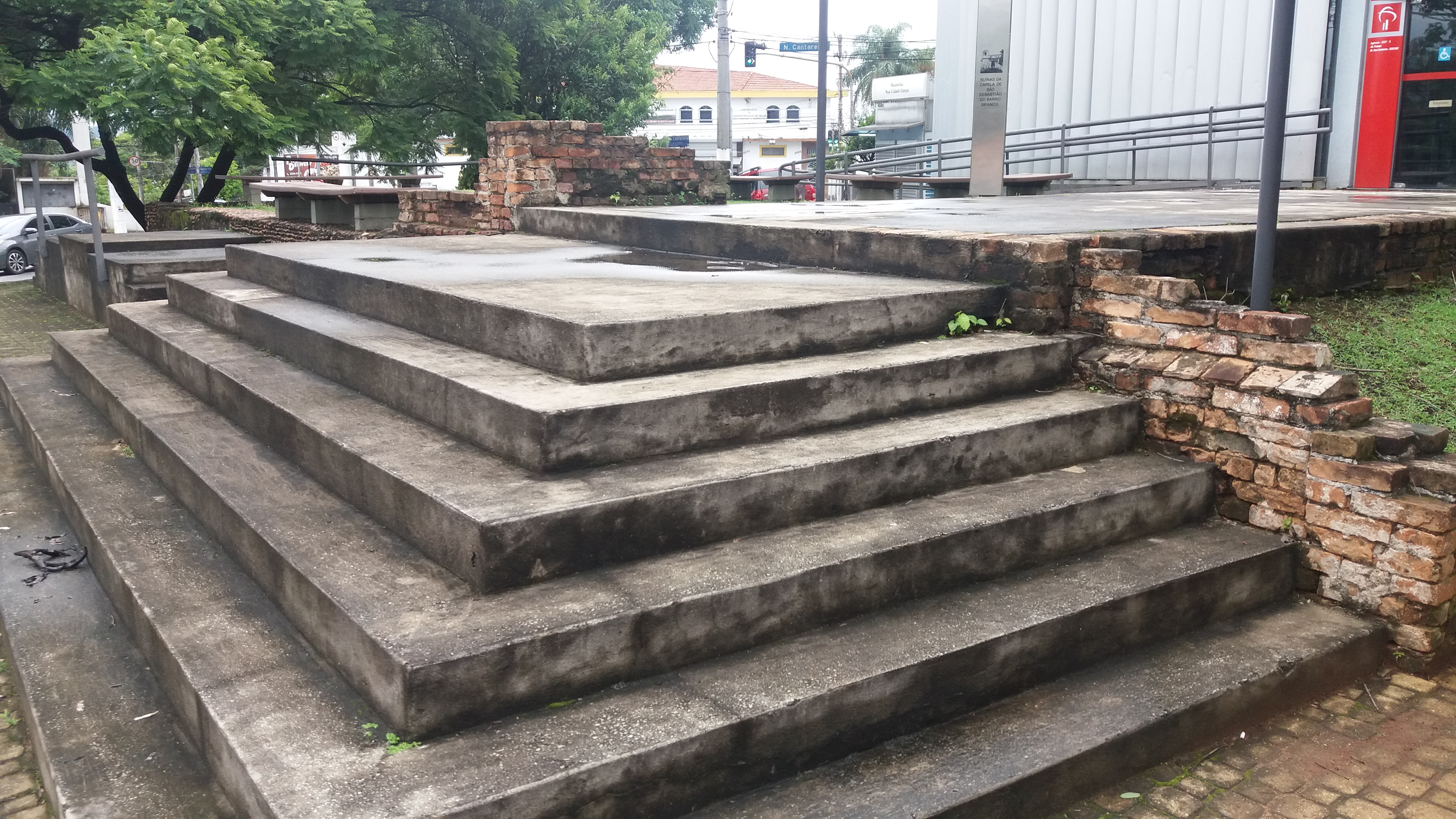
As ruínas restantes da Capela de São Sebastião do Barro Branco são apenas as fundações, a escadaria de entrada e os pisos da nave principal e do altar-mor.

O ano de 2001 foi decisivo para o processo de tombamento. Depois de vários adiamentos e revisões, no dia 17 de abril, o CONDEPHAAT aprovou o parecer do Conselheiro Relator, a favor de instaurar o processo de tombamento da Capela de São Sebastião. Poucos dias depois, em 23 de abril, o agora Major aposentado Washington Luís Brandão, que era um dos interessados na preservação do patrimônio logo no início das reivindicações, vendeu a propriedade da antiga chácara onde ficava a Capela de São Sebastião para o empresário Alécio Pedro Gouveia. No dia 18 de junho, o CONDEPHAAT decidiu arquivar o processo de tombamento que estava em andamento no órgão mais uma vez. Entre as justificativas, o órgão alegou que o processo também estava sendo analisado pelo CONPRESP (Conselho Municipal de Preservação do Patrimônio Histórico, Cultural e Ambiental da Cidade de São Paulo) e considerou que as bases históricas usadas como justificativa para o tombamento eram fracas e imprecisas, o que geraria um custo social grave. Os responsáveis pela ação de tombamento, porém, alegaram que não foram avisados da decisão do CONDEPHAAT. Quase um mês após o arquivamento do processo de tombamento do CONDEPHAAT, o novo proprietário do terreno mandou demolir a capela em 15 de julho. A derrubada das ruínas, porém, foi apenas parcial, em um primeiro momento, sobrando apenas a torre do sino intacta. O arquiteto envolvido no projeto de restauração da capela, Édison Ivanov, foi o responsável por impedir a demolição completa, já que interrompeu a ação e registrou um boletim de ocorrência no 20º Distrito Policial. Em 17 de agosto, porém, a única edificação restante da capela também foi demolida, mesmo sendo contra o embargo do imóvel, como informou a Administração Regional Santana-Tucuruvi. Somente após a demolição, o CONPRESP  publicou no Diário Oficial do Município a resolução que determina a abertura do processo de tombamento do local, em 23 de agosto de 2001. A ruínas só foram de fato tombadas em 2003, por outra resolução do Conselho. Atualmente, os resquícios da Capela de São Sebastião do Barro Branco se resumem às suas fundações, que ficam ao lado de uma agência do Banco Bradesco.

## Localização e arquitetura

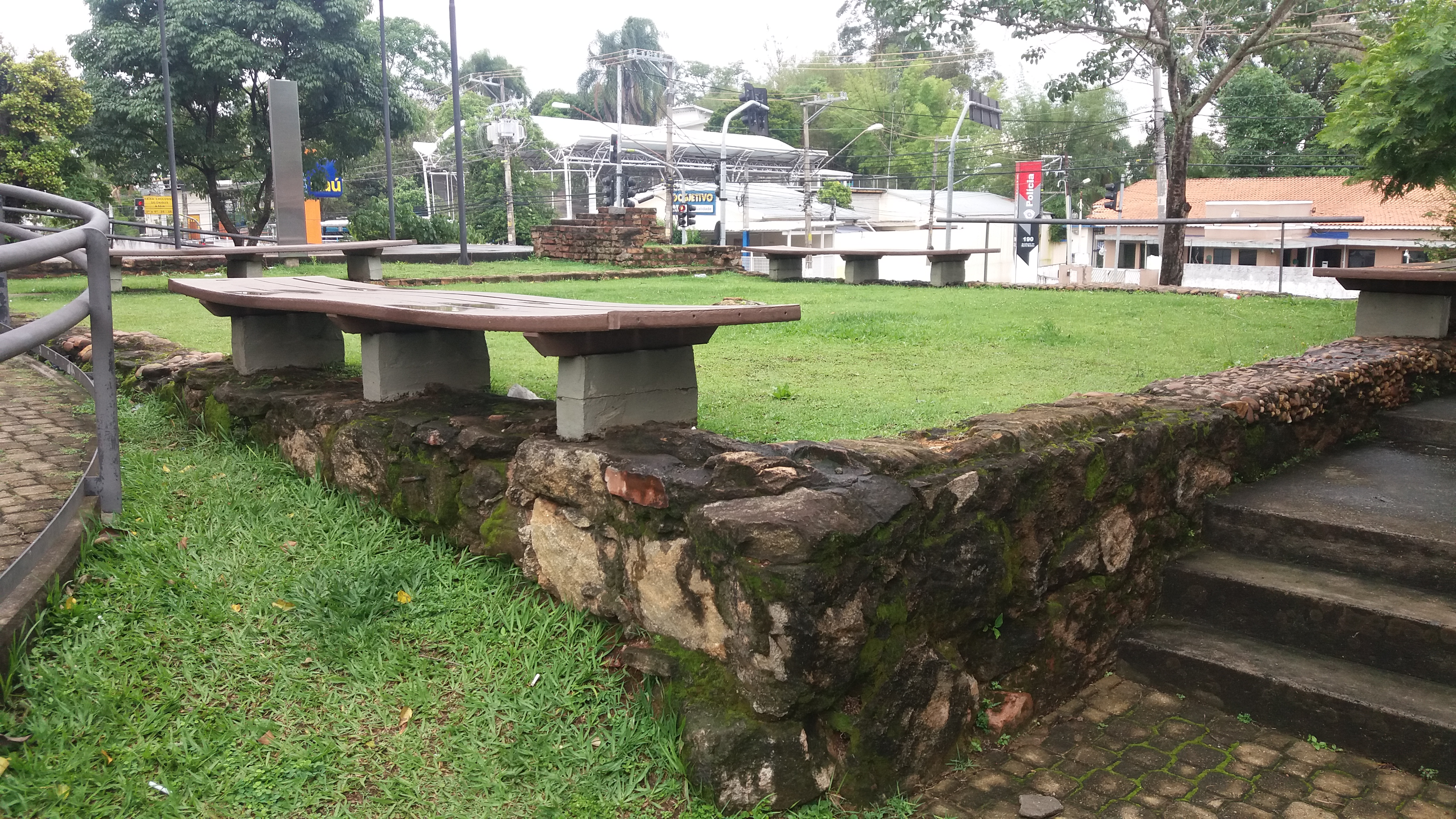
Ruínas da Capela de São Sebastião do Barro Branco e da casa que ficava ao lado do templo religioso ficam na esquina entre as Avenidas Nova Cantareira e Água Fria.

A planta baixa da Capela de São Sebastião do Barro Branco mostra que ela era composta por uma escadaria de entrada, uma única nave principal, o altar ao fundo da nave e a torre do sino à esquerda da escadaria. Na fachada, o frontão triangular era emoldurado por caneladuras e a moldura era por colunas e entablamento de estilo neo-clássico, com inspiração em fachadas de templos gregos e marcam a as influências europeias que chegaram com os imigrantes do continente. Sobre a porta de acesso à nave principal, havia também uma bandeira fixa de ferro trabalhado. O estilo arquitetônico da capela era bem caraterístico do final do século XIX e era um exemplar do estilo de transição urbano-rural, comum na região que passou por um processo de urbanização tardia. A capela foi toda construída em alvenaria de tijolo com embasamento também de tijolo. Ela era também revestida e pintada, resultado das reformas que recebeu. Já dentro da igrejinha, o piso da nave era cimentado, apenas revestido com ladrilhos decorados na área do altar-mor. A cobertura do templo era composta por telhas do tipo "capa canal". Já a torre do sino tinha duas envazaduras em arco pleno, sendo uma no próprio local do sino e a outra no acesso à torre. Nos dias de hoje, apenas as fundações continuam no local.
A capela, a princípio, foi implantada em um platô, de modo a ficar mais afastada da casa sede da Chácara à qual pertencia. Posteriormente, uma outra casa foi construída ao lado esquerdo da capela, encostando na torre do sino. Além disso, havia um muro de divisa com um portão. O local da implantação da capela fica no espigão de desenvolvimento da avenida Nova Cantareira, em um ponto mais alto que a rua. O ambiente ao redor é essencialmente residencial, com alguns comércios e prestadores de serviço nas imediações, principalmente das avenidas Nova Cantareira e Água Fria. O local sinaliza a divisa entre os bairros Água Fria, Jardim França e Jardim Barro Branco e foi ponto de referência de localização por mais de um século.